# جملی (پاستا)
جملی نوعی پاستا هستند که بیشتر برای تهیه سالاد ماکارونی یا کسرول استفاده می‌شود.
جملی لوله‌های دوقلو نیستند که به دور یکدیگر پیچیده شده باشند، بلکه در واقع یک رشته s-شکل است که به صورت یک مارپیچ پیچیده شده است.